# 高梨陽一
高梨 陽一（たかなし よういち、1955年8月6日 - ）は、日本の実業家、横浜ワールドポーターズ元代表取締役社長。

## 人物・経歴
1955年8月6日生まれ。千葉県館山市出身。立教大学卒業後、百貨店「十字屋」を運営する株式会社十字屋（現・株式会社OPA）に入社。藤沢店に配属され、業態変化を経験しながら17年間携わる。1996年2月、同社藤沢オーパ支配人に就任。
その後、会社のM&Aなどの環境下で、仙台、博多、新浦安などの施設で支配人を務め、2009年3月、株式会社OPA OPA運営本部東日本運営部部長、2013年3月、同社運営本部本部長兼営業企画室長、同年5月、株式会社キャナルシティ・オーパ取締役、2014年年5月、株式会社OPA執行役員運営本部本部長兼営業企画室長を歴任。
2015年3月、同社執行役員渉外担当に就任。2017年5月、横浜ワールドポーターズを運営する株式会社横浜インポートマートの代表取締役社長に就任。
横浜インポートマートは横浜市、神奈川県、OPA、三菱地所などの出資により1995年に設立された第3セクターであったが、2019年7月には横浜市が保有する株式をイオンモールに譲渡し、イオン傘下のグループ企業となった。